# Тифлиска губерния
Тифлиска губерния (на руски: Тифлисская губерния) е губерния на Руската империя, съществувала от 1846 до 1918 година. Заема източната част на днешна Грузия, а първоначално и Армения, както и части от Азербайджан. Столица е град Тифлис, днес Тбилиси. Към 1897 година населението ѝ е около 1,05 милиона души, главно грузинци (44%), арменци (19%), руснаци (8%) и осетинци (6%).
Създадена е през 1846 година с разделянето на дотогавашната Грузино-Имеретинска губерния. През 1849 година от нея се отделя Ериванска губерния, а през 1867 година – Елизаветполска губерния. През април 1918 година губернията става част от новосъздадената Задкавказка демократична федеративна република.